# Molde domprosteri
Molde domprosteri (norska: Molde domprosti) är ett kontrakt (prosteri, norska: prosti) i Møre stift inom Norska kyrkan. Kontraktet omfattar kommunerna Aukra, Hustadvika, Molde, Rauma och Vestnes i Møre og Romsdal fylke i västra Norge.
Den 1 januari 2025 gick Indre Romsdals prosteri upp i Molde domprosteri, som därmed utökades med kommunerna Rauma och Vestnes.

## Socknar
Molde domprosteri består sedan 2025 av 26 socknar (norska: sokn eller sogn):

### Aukra kommun
- Aukra socken

### Hustadvika kommun
- Buds socken
- Eide socken
- Hustads socken
- Vågøy og Myrbostads socken

### Molde kommun
- Bolsøy socken
- Eikesdals socken
- Eresfjords socken
- Kleive socken
- Midsunds socken
- Molde domkyrkas socken
- Nessets socken
- Røvik og Veøy socken
- Sekkens socken
- Vistdals socken

### Rauma kommun
- Eid og Holms socken
- Gryttens socken
- Hens socken
- Kors socken
- Volls socken
- Øverdalens socken

### Vestnes kommun
- Fiksdals socken
- Tresfjords socken
- Vestnes socken
- Vike socken
- Vågstranda socken